# Żaneta Glanc
Żaneta Glanc (Poznań, 11 marzo 1983) è una discobola polacca.

## Palmarès
| Anno | Manifestazione | Sede           | Evento           | Risultato      | Misura  | Note                                     |
| ---- | -------------- | -------------- | ---------------- | -------------- | ------- | ---------------------------------------- |
| 2008 | Olimpiadi      | Pechino        | Lancio del disco | Qualificazione | nm      |                                          |
| 2009 | Universiadi    | Belgrado       | Lancio del disco | Argento        | 60,57 m |                                          |
| 2009 | Mondiali       | Berlino        | Lancio del disco | 4ª             | 62,66 m |                                          |
| 2010 | Europei        | Barcellona     | Lancio del disco | 13ª            | 55,50 m |                                          |
| 2011 | Universiadi    | Shenzhen       | Lancio del disco | Oro            | 63,99 m | Miglior prestazione personale            |
| 2011 | Mondiali       | Taegu          | Lancio del disco | 4ª             | 63,91 m |                                          |
| 2012 | Olimpiadi      | Londra         | Lancio del disco | 22ª            | 59,88 m |                                          |
| 2013 | Mondiali       | Mosca          | Lancio del disco | 7ª             | 62,90 m | Miglior prestazione personale stagionale |
| 2016 | Olimpiadi      | Rio de Janeiro | Lancio del disco | 17ª (q)        | 57,67 m |                                          |

## Altre competizioni internazionali
2013
- 5ª in Coppa Europa invernale di lanci ( Castellón de la Plana), lancio del disco - 59,67 m
- Bronzo al Meeting International de Montreuil ( Montreuil-sous-Bois), lancio del disco - 60,08 m
- 9ª al Golden Gala ( Roma), lancio del disco - 60,96 m
- Bronzo agli Europei a squadre ( Gateshead), lancio del disco - 61,70 m
- 7ª all'Sainsbury's Grand Prix ( Birmingham), lancio del disco - 58,82 m
- 7ª all'Athletissima ( Losanna), lancio del disco - 62,41 m
- 5ª al Zagreb Meeting ( Zagabria), lancio del disco - 61,10 m
- 6ª al Memorial Van Damme ( Bruxelles), lancio del disco - 60,81 m
- Argento al Rieti Meeting ( Rieti), lancio del disco - 62,24 m

2014
- 8ª al Prefontaine Classic ( Eugene), lancio del disco - 60,33 m
- 8ª all'ExxonMobil Bislett Games ( Oslo), lancio del disco - 59,31 m
- 4ª agli Europei a squadre ( Braunschweig), lancio del disco - 60,18 m
- 8ª al Sainsbury's Glasgow Grand Prix ( Glasgow), lancio del disco - 57,68 m

2015
- 5ª agli FBK Games ( Hengelo), lancio del disco - 59,88 m
- 7ª al Sainsbury's Birmingham Grand Prix ( Birmingham), lancio del disco - 59,18 m
- Argento agli Europei a squadre ( Čeboksary), lancio del disco - 58,92 m